# Lekkoatletyka na Letnich Igrzyskach Olimpijskich 2012 – bieg na 1500 m kobiet
Bieg na 1500 metrów kobiet – jedna z konkurencji lekkoatletycznych rozgrywanych podczas XXX Igrzysk Olimpijskich w Londynie.
Wyznaczone przez IAAF minima kwalifikacyjne wynosiły 4:06,00 (minimum A) oraz 4:08,90 (minimum B). Obrończyni tytułu mistrzowskiego z 2008 roku Kenijka Nancy Langat nie wystartowała w Londynie z powodu kontuzji.

## Terminarz
| Data                          | Czas  | Runda      |
| ----------------------------- | ----- | ---------- |
| Poniedziałek, 6 sierpnia 2012 | 11:45 | Eliminacje |
| Środa, 8 sierpnia 2012        | 19:45 | Półfinał   |
| Piątek, 10 sierpnia 2012      | 20:55 | Finał      |

## Rezultaty

### Eliminacje

#### Bieg 1
| Poz. | Zawodniczka          | Reprezentacja     | Czas    | Uwagi |
| ---- | -------------------- | ----------------- | ------- | ----- |
| 1    | Abeba Arigawi        | Etiopia           | 4:04,55 | Q     |
| DSQ  | Tatjana Tomaszowa    | Rosja             | 4:05,10 | DSQ   |
| 3    | Maryam Yusuf Jamal   | Bahrajn           | 4:05,39 | Q     |
| 4    | Hellen Onsando Obiri | Kenia             | 4:05,40 | Q     |
| 5    | Hannah England       | Wielka Brytania   | 4:05,73 | Q     |
| 6    | Hilary Stellingwerff | Kanada            | 4:05,79 | Q     |
| 7    | Shannon Rowbury      | Stany Zjednoczone | 4:06,03 | q     |
| 8    | Lucy van Dalen       | Nowa Zelandia     | 4:07,04 | q     |
| 9    | Lucia Klocová        | Słowacja          | 4:07,79 | q, NR |
| 10   | Corinna Harrer       | Niemcy            | 4:07,83 | q     |
| 11   | Marina Munćan        | Serbia            | 4:11,25 |       |
| 12   | Tereza Čapková       | Czechy            | 4:12,15 |       |
| DSQ  | Anżelika Szewczenko  | Ukraina           | 4:12,97 | DSQ   |
| 14   | Natalia Rodríguez    | Hiszpania         | 4:16,18 |       |
| 15   | Tuğba Karakaya       | Turcja            | 4:29,21 |       |
| —    | Btissam Lakhouad     | Maroko            | —       | DNF   |

#### Bieg 2
| Poz. | Zawodnik               | Reprezentacja                 | Czas    | Uwagi |
| ---- | ---------------------- | ----------------------------- | ------- | ----- |
| 1    | Lisa Dobriskey         | Wielka Brytania               | 4:13,32 | Q     |
| 2    | Siham Hilali           | Maroko                        | 4:13,34 | Q     |
| DSQ  | Aslı Çakır Alptekin    | Turcja                        | 4:13,64 | DSQ   |
| 4    | Nuria Fernández        | Hiszpania                     | 4:13,72 | Q     |
| 5    | Kaila McKnight         | Australia                     | 4:13,80 | Q     |
| 6    | Jennifer Simpson       | Stany Zjednoczone             | 4:13,81 | Q     |
| DSQ  | Jekatierina Martynowa  | Rosja                         | 4:13,86 | DSQ   |
| 8    | Genzeb Shumi           | Bahrajn                       | 4:14,02 |       |
| 9    | Meskerem Assefa        | Etiopia                       | 4:15,52 |       |
| 10   | Eunice Jepkoech Sum    | Kenia                         | 4:16,95 |       |
| 11   | Sonja Roman            | Słowenia                      | 4:19,17 |       |
| 12   | Eliane Saholinirina    | Madagaskar                    | 4:19,46 |       |
| 13   | Renata Pliś            | Polska                        | 4:19,62 |       |
| 14   | Chancel Ilunga Sankuru | Demokratyczna Republika Konga | 5:05,25 |       |
| —    | Ingvill Måkestad Bovim | Norwegia                      | —       | DNS   |

#### Bieg 3
| Poz. | Zawodnik                   | Reprezentacja                | Czas    | Uwagi |
| ---- | -------------------------- | ---------------------------- | ------- | ----- |
| DSQ  | Gamze Bulut                | Turcja                       | 4:06,69 | DSQ   |
| 2    | Morgan Uceny               | Stany Zjednoczone            | 4:06,87 | Q     |
| DSQ  | Natallia Karejwa           | Białoruś                     | 4:06,87 | DSQ   |
| 4    | Mimi Belete                | Bahrajn                      | 4:07,01 | Q, SB |
| 5    | Laura Weightman            | Wielka Brytania              | 4:07,29 | Q     |
| 6    | Nicole Sifuentes           | Kanada                       | 4:07,65 | q     |
| 7    | Zoe Buckman                | Australia                    | 4:07,83 | q     |
| 8    | Faith Chepngetich Kipyegon | Kenia                        | 4:08,78 |       |
| 9    | Genzebe Dibaba             | Etiopia                      | 4:11,15 |       |
| 10   | Janet Achola               | Uganda                       | 4:11,64 |       |
| 11   | Isabel Macías              | Hiszpania                    | 4:13,07 |       |
| 12   | Anna Miszczenko            | Ukraina                      | 4:13,63 |       |
| 13   | Betlhem Desalegn           | Zjednoczone Emiraty Arabskie | 4:14,07 |       |
| 14   | Gladys Landaverde          | Salwador                     | 4:18.26 | NR    |
| DSQ  | Jekatierina Kostecka       | Rosja                        | 4:06,94 | DSQ   |

### Półfinał

#### Bieg 1
| Poz. | Zawodnik             | Reprezentacja     | Czas    | Uwagi |
| ---- | -------------------- | ----------------- | ------- | ----- |
| DSQ  | Aslı Çakır Alptekin  | Turcja            | 4:05,11 | DSQ   |
| 2    | Morgan Uceny         | Stany Zjednoczone | 4:05,34 | Q     |
| 3    | Lisa Dobriskey       | Wielka Brytania   | 4:05,35 | Q     |
| 4    | Shannon Rowbury      | Stany Zjednoczone | 4:05,47 | Q     |
| 5    | Hilary Stellingwerff | Kanada            | 4:05,57 |       |
| 6    | Corinna Harrer       | Niemcy            | 4:05,70 |       |
| 7    | Mimi Belete          | Bahrajn           | 4:05,91 | SB    |
| 8    | Hannah England       | Wielka Brytania   | 4:06,35 |       |
| 9    | Nuria Fernandez      | Hiszpania         | 4:06,57 | SB    |
| 10   | Lucy van Dalen       | Nowa Zelandia     | 4:06,97 |       |
| 11   | Kaila McKnight       | Australia         | 4:08,44 |       |
| DSQ  | Jekatierina Kostecka | Rosja             | 4:05,32 | DSQ   |

#### Bieg 2
| Poz. | Zawodnik             | Reprezentacja     | Czas    | Uwagi |
| ---- | -------------------- | ----------------- | ------- | ----- |
| 1    | Abeba Arigawi        | Etiopia           | 4:01,03 | Q     |
| DSQ  | Gamze Bulut          | Turcja            | 4:01,18 | DSQ   |
| DSQ  | Tatjana Tomaszowa    | Rosja             | 4:02,10 | DSQ   |
| 4    | Maryam Yusuf Jamal   | Bahrajn           | 4:02,18 | Q, SB |
| 5    | Hellen Onsando Obiri | Kenia             | 4:02,30 | Q     |
| DSQ  | Natallia Karejwa     | Białoruś          | 4:02,37 | DSQ   |
| 7    | Laura Weightman      | Wielka Brytania   | 4:02,99 | q, PB |
| 8    | Lucia Klocová        | Słowacja          | 4:02,99 | q, NR |
| 9    | Siham Hilali         | Maroko            | 4:04,79 |       |
| 10   | Zoe Buckman          | Australia         | 4:05,03 | PB    |
| 11   | Nicole Sifuentes     | Kanada            | 4:06,33 |       |
| 12   | Jennifer Simpson     | Stany Zjednoczone | 4:06,89 |       |

### Finał
| Poz. | Zawodnik             | Reprezentacja     | Czas    | Uwagi |
| ---- | -------------------- | ----------------- | ------- | ----- |
| DSQ  | Aslı Çakır Alptekin  | Turcja            | 4:10.23 | DSQ   |
| DSQ  | Gamze Bulut          | Turcja            | 4:10.40 | DSQ   |
|      | Maryam Yusuf Jamal   | Bahrajn           | 4:10.74 |       |
| DSQ  | Tatjana Tomaszowa    | Rosja             | 4:10.90 | DSQ   |
|      | Abeba Arigawi        | Etiopia           | 4:11.03 |       |
|      | Shannon Rowbury      | Stany Zjednoczone | 4:11.26 |       |
| DSQ  | Natallia Karejwa     | Białoruś          | 4:11.58 | DSQ   |
| 4    | Lucia Klocová        | Słowacja          | 4:12.64 |       |
| 5    | Lisa Dobriskey       | Wielka Brytania   | 4:13.02 |       |
| 6    | Laura Weightman      | Wielka Brytania   | 4:15.60 |       |
| 7    | Hellen Onsando Obiri | Kenia             | 4:16.57 |       |
| —    | Morgan Uceny         | Stany Zjednoczone | —       | DNF   |
| DSQ  | Jekatierina Kostecka | Rosja             | 4:12.90 | DSQ   |